# Тепляков, Игорь Васильевич
Игорь Васильевич Тепляков (род. 29 июля 1939) — оператор установки по производству остаточных масел Ангарского нефтехимического комбината Иркутской области, Герой Социалистического Труда (1974).

## Биография
Родился 29 июля 1939 года в Ярославской области. Учился в техническом училище № 8 города Ярославля, окончил его в 1962 году и был по распределению направлен на строительство нового нефтехимического комплекса — Ангарского. Попал на установку нефтекрекинга, на которой проработал 12 лет, затем стал оператором установки по деасфальтизации гудрона. В 1971 году награждён орденом Трудового  Красного Знамени. А через три года, как написано в наградных документах, «за успешное выполнение заданий IX пятилетки», получил самую высокую награду за свой труд — звание Героя Социалистического Труда с вручением ордена Ленина и золотой медали «Серп и молот».